# Josef Albinger
Josef Albinger (* 20. Dezember 1911 in Ellers; † 26. Oktober 1995) war ein deutscher Geistlicher, katholischer Pfarrer und entschiedener Gegner des Nationalsozialismus.

## Leben

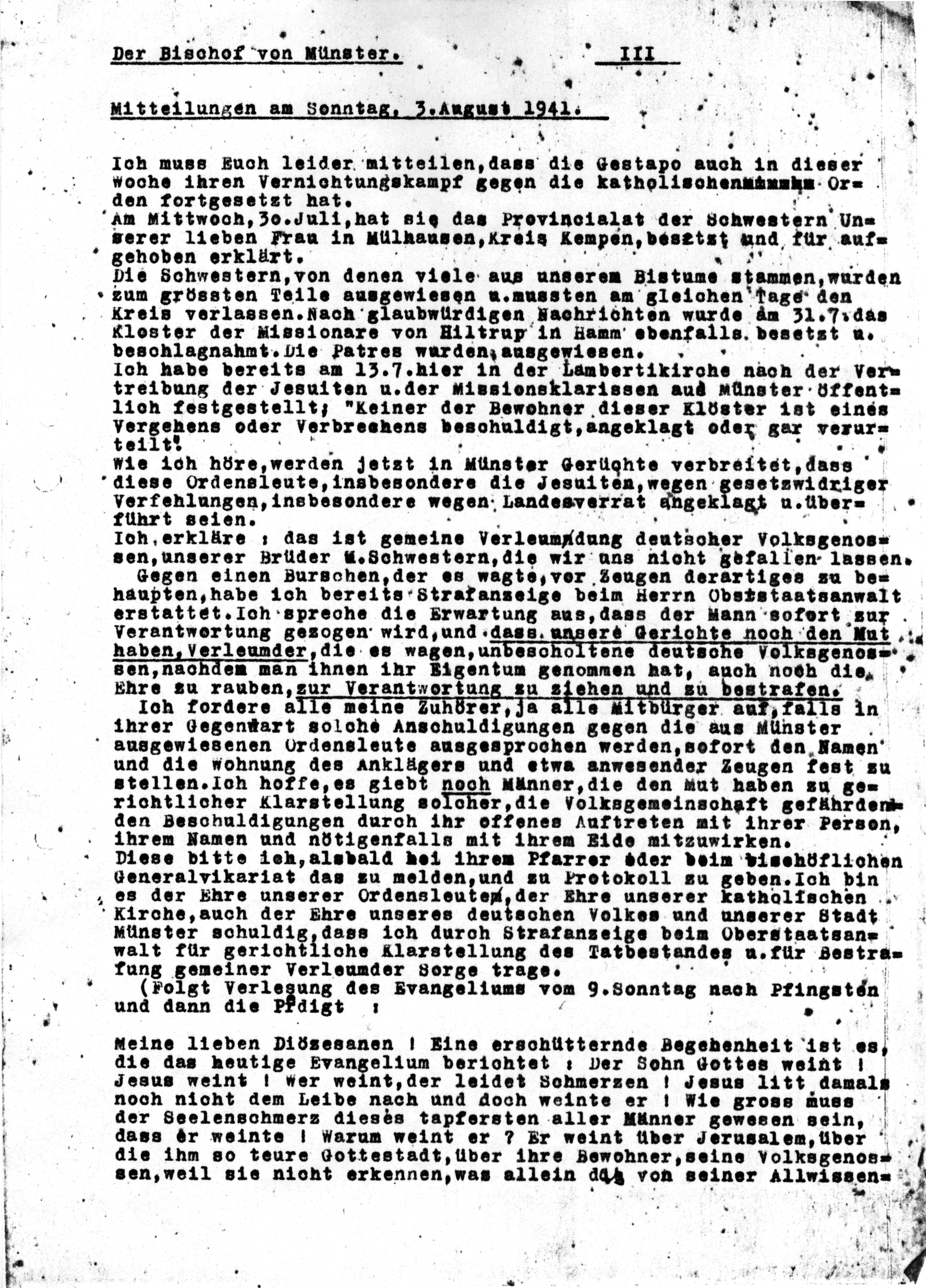
Seite mit Predigten von Bischof von Galen

Josef Albinger wurde am 20. Dezember 1911 in Ellers (Neuhof) geboren. Nach dem Theologiestudium an der Philosophisch-Theologischen Hochschule Fulda und seiner Priesterweihe war er ab 1937 als Kaplan in Poppenhausen (Wasserkuppe) und danach ab dem 19. März 1940 in Hanau tätig. Nachdem er die NSDAP-kritischen Predigten des Münsteraner Bischofs Clemens August von Galen gesammelt und auch verbreitet hatte, erfolgte nach einer Hausdurchsuchung durch die Gestapo am 8. November 1941 seine Verhaftung. Bis zum 5. Februar 1942 war er aufgrund eines Schutzhaftbefehls im Frankfurter Gestapo-Gefängnis inhaftiert. Ab diesem Datum war er bis zum 4. April 1945 Häftling im KZ Dachau. Nach Ende des Zweiten Weltkriegs war er unter anderem Domkaplan und anschließend von 1950 bis 1982 Pfarrer von Poppenhausen (Wasserkuppe) und Dechant des Dekanats Weyhers. Monsignore, Prälat  und Geistlicher Rat  Albinger starb 1995. Sein Nachlass befindet sich im Diözesanarchiv Fulda.
Aus aufgezeichneten Gesprächen mit ihm hat Günter Sagan eine Tondokumentation über das Leben im KZ Dachau erstellt, zu der es auch zusätzliche Unterrichtsmaterialien für Lehrer gibt.
Josef Albinger ist seit 1975 Ehrenbürger von Poppenhausen (Wasserkuppe).